# Westmalle (formatge)
El Westmalle (en neerlandès, Westmalle Abdij cheese) - és un formatge trapenc de llet de vaca de pasta semi-dura.
El formatge el fan els monjos a l'abadia trapenca de Westmalle a la localitat de Westmalle, en el municipi de Malle, en el districte d'Anvers, província d'Anvers, en el nord de Bèlgica. L'abadia és part de l'Orde Cistercenc de l'Estricta Observança.
El formatge Westmalle es realitza a partir de llet de vaca crua de la pròpia abadia. És semi-dur, lleugerament salat, amb una estructura homogènia.
La producció es realitza de la forma més natural, sense pasteuritzar, sense conservants, colorants i additius. El formatge es premsa en forma rectangular i se submergeix en salmorra. El formatge madura en un termini de 4 setmanes a una temperatura d'entre 13 i 15 ° C. Es produeix en quantitats limitades i només es venen en l'entrada en el monestir i en la cafeteria trapenca de l'abadia.
El formatge es ven sota la marca "Westmalle" i porta el logotip de "Authentic trappist product" de l'Associació Internacional Trapenca (AIT), que garanteix que el producte és fabricat dins els murs de l'abadia o sota el control dels monjos.